# سيم سيتي
سيم سيتي (بالإنجليزية: SimCity) هي لعبة فيديو محاكاة لبناء المدن. أصدر أول جزء للعبة في عام 1989 من تصميم Will Wright. وهي أول إنتاج لشركة ماكسيس التي هي الآن جزء من إلكترونيك آرتس. وتم نقل اللعبة إلى العديد من الحواسب الشخصية وأنظمة لعب الفيديو.
كانت سيم سيتي هي أكثر ألعاب الحاسوب مبيعاً حتى إصدار لعبة The Sims نسخة محفوظة 3 يونيو 2002 على موقع واي باك مشين. في 2000.

## إصدارات اللعبة

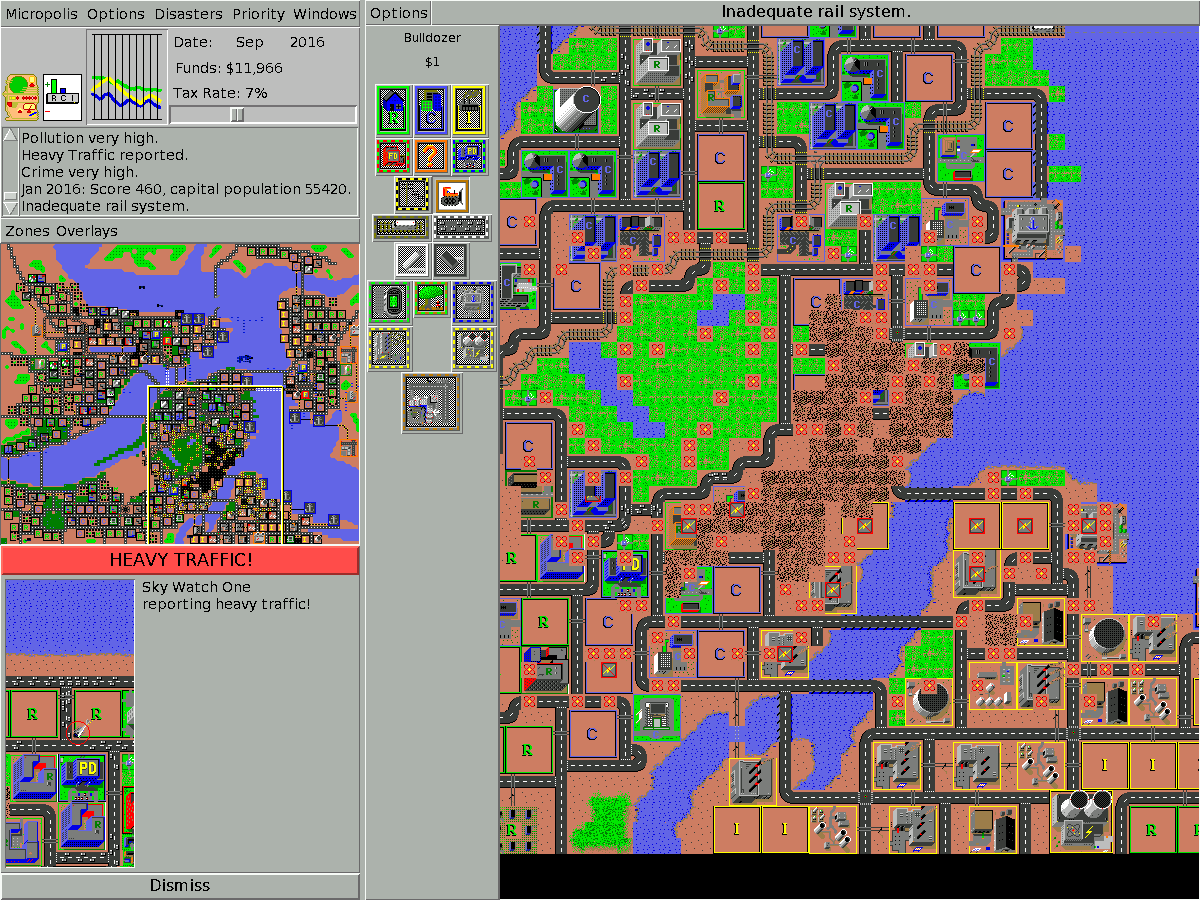
ميكروبوليس لعبة مبنية على نقل سيم سيتي إلى نظام تشغيل يونكس

إصدارات سيم سيتي هي:
- سيم سيتي 2000 في 1993
- سيم سيتي 3000 نسخة محفوظة 23 يوليو 2011 على موقع واي باك مشين. في 1999
- سيم سيتي 4 رش أور في 2003
- سيم ستي 5 في 2013
- سيم سيتي دي إس و سيم سيتي Societies نسخة محفوظة 13 ديسمبر 2007 على موقع واي باك مشين. في 2007

## وصلات خارجية
- الصفحة الرئيسية لسيم سيتي نسخة محفوظة 17 يوليو 2011 على موقع واي باك مشين.
- سيم سيتي في موقع MobyGames
- الكود المصدري واللعبة من موقع المطور Don Hopkins